# 勝沢芳雄
勝沢 芳雄（勝澤、かつざわ よしお、1921年（大正10年）2月1日 - 1998年（平成10年）11月4日）は、日本の労働運動家、政治家。衆議院議員（6期）。

## 経歴
静岡県出身。1936年（昭和11年）鉄道省（のちの日本国有鉄道）に入省。1945年（昭和20年）名古屋鉄道教習所専修部電信科を卒業した。
国鉄名古屋鉄道局静岡管理部勤務、国鉄労働組合静岡地方本部執行委員長、静岡県官公庁労働組合協議会議長、同県交通運輸協議会議長、静岡県労働金庫理事長、同県労働組合評議会議長などを務めた。
1958年（昭和33年）5月の第28回衆議院議員総選挙に静岡県第1区から日本社会党公認で出馬して初当選。以後、1972年（昭和47年）12月の第33回総選挙まで再選され、衆議院議員に連続6期在任した。この間、社会党政審中小企業副部長、同党本部会計監査、同政審決算部長、同静岡県本部委員長、衆議院交通安全対策特別委員長、衆議院参事（勝間田清一副議長秘書）などを務めた。その後、第34回総選挙に立候補したが落選した。
1991年（平成3年）春の叙勲で勲二等旭日重光章受章。
1998年（平成10年）11月4日、前立腺癌のため静岡県清水市（現:静岡市清水区）の総合病院清水厚生病院（現:JA静岡厚生連清水厚生病院）で死去、77歳。死没日をもって正四位に叙される。

## 著作
- 『中南米とアメリカの旅』勝沢芳雄事務所、1966年。
- 『アフリカの旅』勝沢芳雄事務所、1971年。
- 『中米・カリブの旅』勝沢芳雄、1975年。